# 563 a.C.
Il 563 a.C. (DLXIII a.C. in numeri romani) è un anno  del VI secolo a.C.

## Nati
- Gautama Buddha, al secolo Siddhārtha Gautama a Lumbinī.